# Brikcí z Cimperka

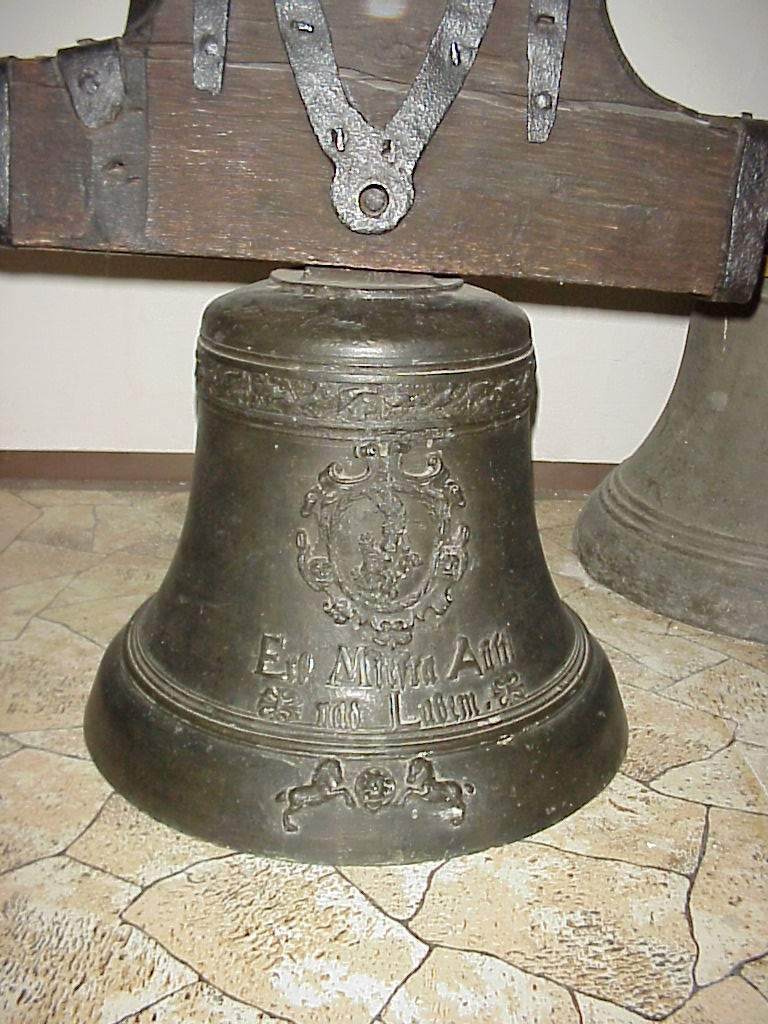
Zvon od Brikcího z Cimperka v Muzeu města Ústí nad Labem

Brikcí z Cimperka (asi 1535 – 1599 Praha) byl pražský zvonař, kovolijec a pražský měšťan. Pocházel ze zvonařské rodiny, jeho děd byl Bartoloměj Pražský a jeho otec Ondřej Pražský. Brikcí je považován za největšího českého zvonaře všech dob.

## Varianty jména
Brikcí užívá též latinskou variantu Briccius. Predikát z Cimperka se vyskytuje v různých podobách – latinsky a Stanimonte, německy von Zinnberg, jinak též z Cinnberga apod. Predikát obdržel roku 1571, do té doby užíval jméno Brikcí Pražský nebo Briccius Pragensis.

## Údaje o životě
Brikcí z Cimperka byl synem zvonaře Ondřeje Pražského, který se podílel na výrobě některých zvonů pro katedrálu sv. Víta. Když v roce 1550 dosáhl plnoletosti (od tohoto údaje se odvozuje jeho datum narození mezi léty 1530–1535), vydal se sbírat zkušenosti do ciziny. S přestávkami přebýval v Německu a Polsku do roku 1553. První známý český zvon s jeho jménem pochází z roku 1552. Místo jeho první pražské dílny není známo, ale v roce 1571 přesídlil do Široké ulice (dnešní Jungmannovy) na Novém Městě. Tehdy také obdržel predikát z Cimperka. Nicméně už na zvonu, který v roce 1569 odlil pro kostel sv. Kateřiny v Bořislavi, byl nápis, že byl dílem "mistra Brikcího, zvonaře v Novém Městě Pražském".
Díky zvonařství si Brikcí získal pozici váženého pražského měšťana, zasedal v zemském sněmu. Byl také zpěvák a hudebník, člen literátského bratrstva v kostele sv. Michala v Opatovické ulici, jemuž daroval nádherně iluminovaný kancionál. Měl rozsáhlou knihovnu a sbírku obrazů.
V roce 1599 zemřel na mor. Několik zvonů a připravených forem zůstalo v jeho pozůstalosti, takže některé zvony nesou jeho jméno, ačkoli jsou pozdějšího data.

### Rodina a dědicové
Rod Brikcího pokračovatelů je poměrně spletitý, nicméně žádný z jeho následovníků už nedosáhl proslulosti svého otce a od každého z nich známe jen několik málo výrobků.
- Brikcího pomocníkem byl jeho mladší bratr Zikmund († 1581), který rovněž v roce 1571 obdržel predikát z Cimperka. Jeho syn jménem Brikcí odléval zvony do roku 1606, kdy zemřel, a zanechal po sobě syna Brikcího, který zemřel kolem roku 1620 a je posledním známým Brikcího příbuzným.
- Brikcí byl dvakrát ženat. První žena se jmenovala Voršila, rozená Frölichová z Freydenfelsu. Jednalo se o rod povýšený v Praze dne 12. 1. 1562 do šlechtického stavu císařem Maximiliánem II. Konkrétně Jakob Frölich, kterému byl udělený výše uvedený erb a predikát „von Freydenfels“, a to za zásluhy ve válce proti Turkům.[2] Druhou ženou byla Alžběta z Volfenburku, která vedla zvonařskou dílnu po manželově smrti, ale jen do roku 1602, kdy byl majetek rozdělen mezi několik dědiců. V dílně s ní spolupracoval také významný zvonař Daniel Tapienus, který se do Prahy přestěhoval z Kutné Hory.
- Brikcí měl sedm dětí.
  - Syn Brikcí († 1601) se rovněž věnoval zvonařství a zanechal po sobě syna Jana Krištofa z Cimperka, o němž nevíme nic dalšího, jen že byl též zvonařem.
  - I druhý syn Bartoloměj se věnoval kovolijectví, ale vyráběl především křtitelnice a cínové nádobí. Zemřel počátkem 17. století. Jeho syn Jan Zvonař z Cimperka vedl jeho dílnu do své smrti v roce 1606.
  - Nejmladší dcera Anna se vdala za Ondřeje Kocoura z Votína. Ondřej a Anna měli jediného syna Jana, který byl posledním mužským potomkem rodu Brikciů z Cimperka. Po smrti Anny roku 1617 se Ondřej Kocour plně věnoval novoměstské politice a byl jmenován radním Fridrichem Falckým.  Jeho účast na povstání skončila tragicky, kdy byl sťat 21. 6. 1621 a tělo pohřbeno jeho sestrou Annou u sv. Jindřicha v Praze. Nedlouho poté patrně zemřel i jeho malý syn Jan a jeho teta Anna jako jediná dědička Kocourů z Votína po roce 1627 odchází do exilu.[2] [3]

Nejpozději kolem roku 1627 se stopa rodu ztrácí a není známo, jaký další osud měla slavná zvonárna.

## Znak
Udělením predikátu z Cimperka získal Brikcí erb s figurou lva, stojícího na skále se třemi vrcholky, který předními tlapami podpírá zvon. Motto zní: DEUS ADJUTOR ET PROTECTOR MEUS.

## Zvony

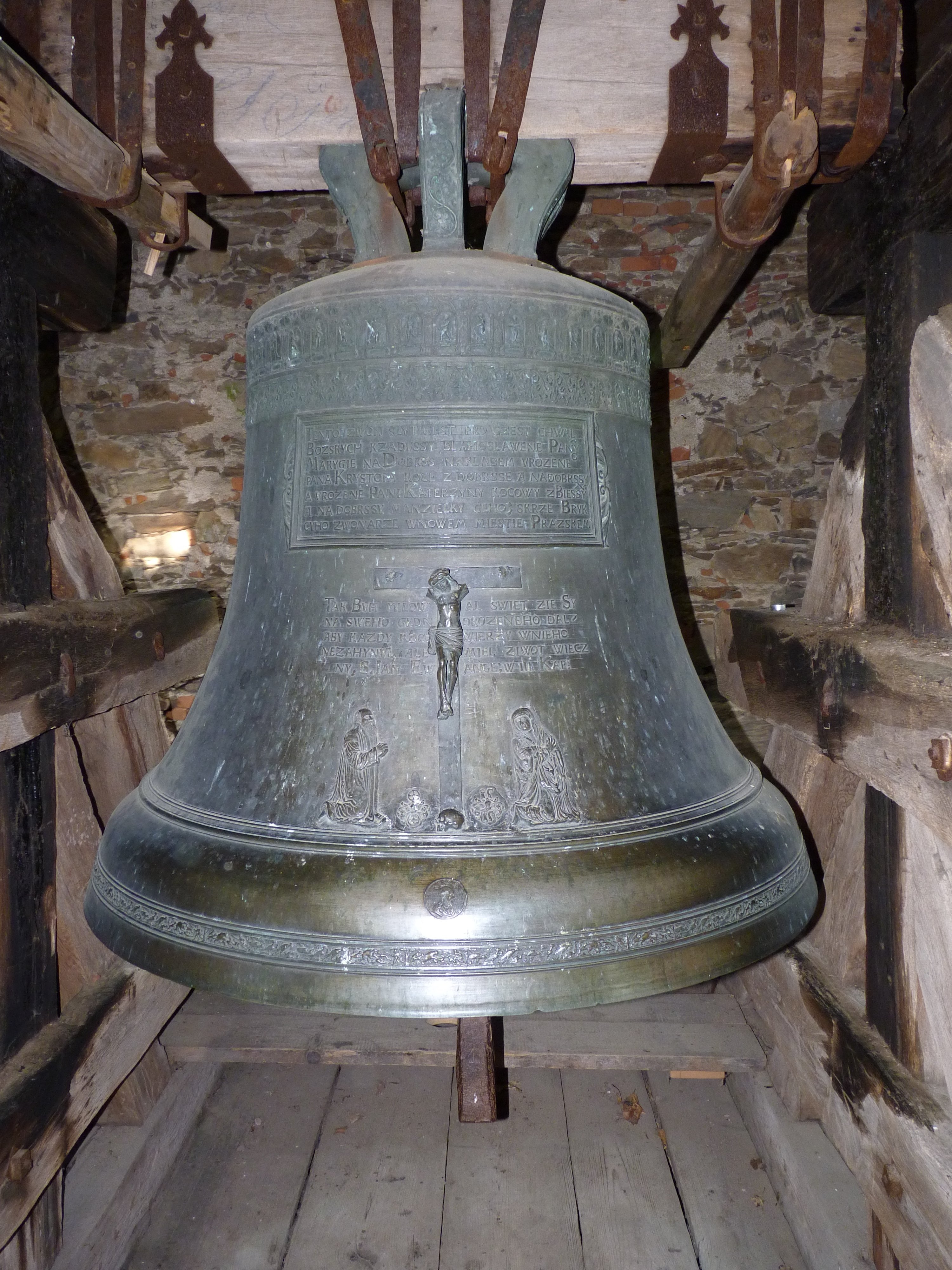
Zvon „Maria“ v Dobrši

Brikcí za svůj život odlil přes 80 zvonů, k nejznámějším patří zvony ve věži baziliky sv. Petra a Pavla na Vyšehradě, nebo zvon v Třebenicích, či zvon „Maria“ z roku 1561 v kostele svatého Jana a Pavla v Dobrši.

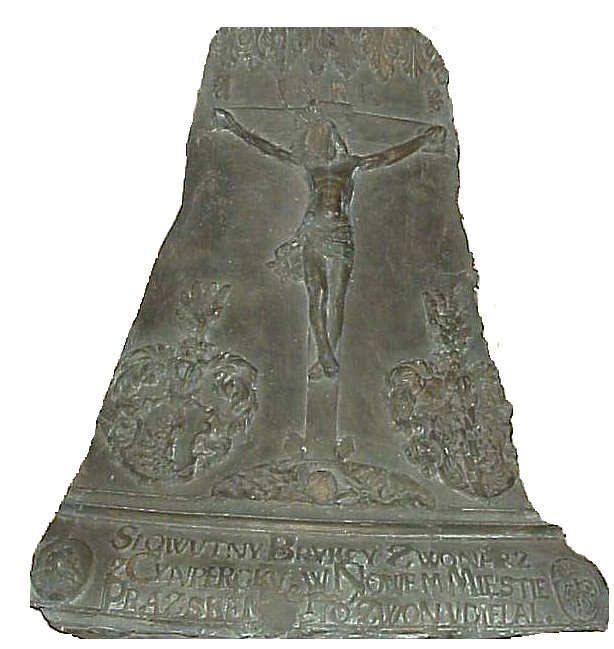
Sádrový odlitek části zvonu od Brikcího z roku 1595 z kostela sv. Barbory v Dubicích

### Charakteristika zvonů
- Jeho zvony mívají plášť bohatě zdobený. Jako první zvonař začal využívat celou plochu jako jeden kompaktní celek.
- Formy některých reliéfů převzal od jiných zvonařů (např. Tomáše Jaroše nebo Petera Flötnera), ale upravil je a obohatil.
- Vytvořil vlastní profil zvonu – velmi odlehčený a dokonale melodický. Při nesprávném zacházení však jeho zvony snadno praskají.
- Reliéfy se vyznačují promodelováním detailů a čistotou tvarů, než je tomu u starších zvonů – a to včetně zvonů Tomáše Jaroše z Brna.
- V nápisech užívá latinu, němčinu i češtinu.
- Jako první český zvonař začal v nápisech užívat frakturu. Užíval ovšem i humanistickou kapitálu – majuskuli.
- Patří k prvním, kdo do biblických citátů v textech na zvonech vkládá i číslo příslušného verše.

## Další díla
Kromě chrámových zvonů odléval také stolní zvonky, hmoždíře, křtitelnice, cymbály, náhrobní desky, cínové rakve a řadu dalších kovolijeckých výrobků.

### Křtitelnice
- Křtitelnice do kostela v Domašíně
- Křtitelnice ve Vojkově u Votic (1581)
- Křtitelnice v Novém Rychnově (1584)
- Křtitelnice kostela Narození P. Marie v Mnichovicích

### Cimbály
- Cimbál do kostela sv. Barbory v Kutné Hoře.
- Cimbál pro bránu v Rakovníce (1581)

### Náhrobní desky
- Náhrobní tabule Jana Hrušky z Březnice v Lounech (1568)
- Náhrobní tabule v kostele sv. Jindřicha v Praze (1584)
- Náhrobní tabule p. Petra Chotka v kostele ve Vranném (1591)

### Rakve
- Cínová rakev do Lobkovické hrobky v Chomutově (1583)
- Rakev v hrobce Krajířů z Krajku v kostele sv. Havla v Mladé Boleslavi (1588)